# Attert
Attert (luxemburgheză: Atert, valonă Ater) este o comună francofonă din regiunea Valonia din Belgia. Comuna este formată din localitățile Attert, Nobressart, Nothomb, Thiaumont, Tontelange, Grendel, Luxeroth, Post, Schadeck, Schockville, Almeroth, Heinstert, Parette, Rodenhoff, Lischert și Metzert. Suprafața totală a comunei este de 70,94 km². La 1 ianuarie 2008 comuna avea o populație totală de 4.944 locuitori. 